# اولنا زوبکو
اولنا زوبکو (اوکراینی: Олена Антонівна Зубко؛ زادهٔ ۸ مهٔ ۱۹۵۳) قایقران روئینگ اهل اتحاد جماهیر شوروی سوسیالیستی است.